# 冯治安
冯治安（1896年12月16日—1954年12月16日），字仰之，原名「治台」，幼讀私塾期間懍於內憂外患相尋而改名「治安」。中華民國陸軍二级上將，河北省故城县东辛庄村人。

## 生平
自幼贫苦，曾当过杂货店学徒。1912年投身于冯玉祥将军麾下，1914年随军入陕围攻白朗起义军後任排长，1916年升任连长。1921年初被冯玉祥任命为模范连连长，树为全军榜样。同年夏，任学兵营营长並随军入陕讨伐陈树藩。1922年10月冯玉祥调为陆军检阅使，將冯治安隨調至军官教导团学习。1924年参与冯玉祥发动的北京政变，升任国民军手枪第二团团长，不久後擔任手枪旅旅长。1926年9月，冯玉祥五原誓师时任命冯治安為第四师师长，后率部驰援陕西、出军河南。1928年初，擔任第二集团军第十四军军长，后改任第二十三军军长。是年秋，入陆军大学深造，毕业后赴西安任職於宋哲元指揮的国民革命军第二十九军，1931年被宋哲元委任为第三十七师师长。1932年8月率部移防察哈尔，任该省警备司令。1933年，率部在喜峰口、罗文峪一带与日军激战。1935年4月9日任中将，6月就學於庐山军官训练团。1936年11月，任河北省政府主席兼保安司令。1937年4月2日，馮治安兼任冀察政务委员会委员，期间因宋哲元将主要精力放在冀察政务而由冯治安主持第二十九軍軍務。同年，日本军在北平卢沟桥悍然发动“七七事变”，馮治安命令所部坚决还击日军。平津沦陷后，第二十九军改为第一集团军。馮治安於1937年8月31日遷任国民革命军第七十七军军长，同年10月2日兼任第一集团军副总司令。1938年初，率部配合徐州会战，同年台兒莊大捷，因功升任第十九军团军团长。是年8月，率部退守大别山，後参加武汉会战。12月22日任国民革命军第三十三集团军副總司令，1940年张自忠殉国後，馮升任總司令。
第二次国共内战前，在民國三十四年10月第33集團軍被改編為第三绥靖区，馮治安被任命為司令官，在徐州進行對共產黨作戰，後升任徐州剿匪總司令部副指揮官。但是33集團軍系統已經遭中國共產黨滲透以久，副司令官何基沣、张克侠全為中國共產黨地下黨員，在1948年徐蚌会战初期，第三绥靖区兩個軍大部分官兵由副司令官說服投共，為「贾汪起义」。
賈汪投共事件後，因馮帶領的西北軍部隊幾乎全數倒戈，馮治安隨即自請撤職。1948年12月9日晚上，冯到了徐州东南的飞机场，迎接杜聿明接替刘峙指挥徐州剿总，随后冯登上该专机飞往南京，住秦德纯处。次日冯治安先后拜见了何应钦、总统府参军长孙连仲、俞济时、宋子文，当日晚由秦德纯陪同晋见蒋介石。南京政府忌憚馮治安在西北軍的輩份，若處分將會對非黃埔系的實力派造成連帶影響，最後決定不予處分。1949年1月，冯回上海愚园路宅邸，出任京沪杭警备副总司令，冯的随从人员在淞沪警备司令部军需处领饷。
隨著國民政府潰敗，1949年馮治安随中華民國政府抵達台湾居住於台北市南昌街，任國大代表、中華民國總統府战略顾问、光復大陸設計委員會委員等職務。1954年12月16日午後14时30分，馮治安因突发脑溢血病逝于台北中心诊所（現中心綜合醫院），追贈為陸軍二級上將。同年火葬，總統蔣中正親臨致祭、慰問家屬，並予以題誄。馮治安靈骸葬於六張犁崇德街第六公墓。

## 家庭
馮治安父親冯元玺热衷於兴学办塾，與母親袁氏另外育有兄弟六人、妹一人，馮排行第二。馮與元配妻子解梅育有2子5女，長子馮炳桐、長女馮炳云、次子馮炳瀛、次女馮炳琴、三女馮炳如、四女馮炳馨、五女馮炳津；與繼妻沈丽英育有馮炳燕、馮炳南、馮炳鄂、馮炳华等1女3子，在冯治安病逝后，沈丽英独自把己出子女抚养成人，后来全部移居美国。諸子女之中，次子馮炳瀛為北京市朝阳区政协委员、次女馮炳琴隨父親遷臺、四女馮炳馨为汉阳市政协常委及民革市委副秘书长、五女馮炳津任教於北师大附中、六女馮炳燕在美國华盛顿医院工作、三男馮炳南在美国洛杉矶擔任桥梁工程师、四子馮炳鄂任職於加州大学实验室、五子馮炳华原供職於美国之音电台。

## 外部連結
- 追憶國民革命軍29軍——馮炳如講述父親馮治安(上)「口述歷史•我的家人(第18集)」【陽光衛視20週年經典展播】 （页面存档备份，存于）
- 追憶國民革命軍29軍——馮炳如講述父親馮治安(下)「口述歷史•我的家人(第19集)」【陽光衛視20週年經典展播】 （页面存档备份，存于）